# Molophilus (Superbomolophilus) osterhas
Molophilus (Superbomolophilus) osterhas is een tweevleugelige uit de familie steltmuggen (Limoniidae). De soort komt voor in het Australaziatisch gebied.